# おだしずえ
おだ しずえ（1964年〈昭和39年〉2月5日 - ）は、日本のラジオパーソナリティ。出生名および旧芸名は小田 靜枝（読み同じ）。愛称はしーちゃん、おだC。広島県呉市出身。くれ観光特使。

## 人物
広島女学院大学文学部英米文学科卒業。大学生時代に広島でラジオDJをはじめる。1980年代後半、広島拠点のローカルタレントとして活躍後、関西を経て、東京へ進出。主にFM局の番組でディスクジョッキーを担当していた。また、アニメ『こどものおもちゃ』の声優を担当したことでも知られる。
2014年に帰郷し、10月からはRCCラジオの帯番組『おひるーな』（月曜～金曜12:00～14:55）の月曜から木曜のメインパーソナリティを担当している（金曜はRCCアナウンサーの伊藤文→伊藤産休時から吉田幸、2018年5月25日放送をもって『おひるーな』から卒業、RCC広報部長に人事異動→田口麻衣が担当）。
大学生男子の母。

## 現在の出演
- アインシュタインの出没！ひな壇団（RCCテレビ）ナレーション

## 過去の主な出演作

### ラジオ番組
広島エフエム放送
- ABキャッツのウイラブポップス[2]
- しーとたみおのレッツ・ゲット・トゥゲザー

FM802
- SUNDAY MUSIC MARKET
- ROCK KIDS 802
- FLOWER AFTERNOON

TOKYO FM
- アフタヌーン・ブリーズ（ - 2001年3月）
- エモーショナル・ビート

JFNC
- 小田靜枝と山中崇志のミリオンナイツ（JFN系全国ネット）
- ヒルサイドアヴェニュー（JFN系ネット、2000年8月 - 2002年9月）
- ヴィンテージ・ミュージック（JFN系ネット）
- L.A.V.（JFN系ネット、2003年10月 - 2004年6月。体調不良のため途中降板）
- JFN NEW YEAR SPECIAL 年賀状 ドット 声 （2008年1月1日）

MBSラジオ
- マー坊・SHEのぽっぷん王国ミュージックスタジアム
- ヤンタンミュージックゾーン ザ・リクエスト
- KAZ&SHEのヤンタンミュージックゾーン
- ザ・Mゾーン
- 子守康範 朝からてんコモリ!（2009年10月 - 2014年3月）

その他
- アメリカン・トップ40（fm yokohama）
- i-STYLE REQUEST（FM長野）
- おひるーな（RCCラジオ）2020.4 - は水曜・木曜パーソナリティ、2014.9-2020.3までが月曜～木曜パーソナリティ
- おひるーなフライデー ひるうたマガジン（RCCラジオ）漫画家・田中宏と共にパーソナリティ

### 声優
- こどものおもちゃ（倉田紗南 役）
- セクシーコマンドー外伝 すごいよ!!マサルさん（アイキャッチ 役）
- BADBOYS2（夏川法子 役）
- BADBOYS3 BEST FRIEND（玲子 役）
- 満月をさがして（本人役）
- おじゃる丸（しいたけ星人 役）

### 舞台
- 冨永みーなプロデュース「4,380円〜空からお金が降った夏の日」（2001年7月19日 - 22日、シアターサンモール） - 入福美幸 役

### 映画
- 君がいる、いた、そんな時。（2019年5月19日広島県先行公開/

同年6月13日公開、迫田公介監督） - 山崎敏子 役

### その他
- クイズクロス5（テレビ新広島） - リポーター
- エンジェルツアーハッピークイズ（テレビ新広島） - ナレーション
- いきいきテレッピング（テレビ新広島） - 司会
- 白島北町音楽倶楽部（広島ホームテレビ） - 司会
- 3人たどって千鳥にタッチ〜瀬戸内はみな家族じゃ〜（2020年9月23日、RCCテレビ） - ナレーション